# Alexeï Postnikov
Alexeï Gueorgievitch Postnikov (en russe : Алексей Георгиевич Постников, transcription anglaise Alexey Georgiyevich Postnikov), né le 12 juin 1921 à Moscou, mort le 22 mars 1995 dans la même ville, est un mathématicien russe spécialiste de théorie analytique des nombres.

## Biographie
Le père de Postnikov était un haut fonctionnaire en économie ; il est arrêté en 1938 et, victime des purges staliniennes, est réhabilité en 1956. Alexeï Postnikov étudie à l'université Lomonossov à partir de 1939, études interrompues par la Seconde Guerre mondiale, de sorte qu'il n'obtient son diplôme qu'en 1946. En 1949, il obtient son doctorat à l'université Lomonossov sous la direction d'Alexandre Gelfond (Sur l'indépendance différentielle des séries de Dirichlet). À partir de 1950, il est à l'Institut de mathématiques Steklov de Moscou dans le département de théorie des nombres, dirigé par Ivan Vinogradov, qui a une influence majeure sur Postnikov, tout comme l'École de théorie des nombres de Leningrad sous Iourii Vladimirovitch Linnik. En 1955, il découvre la formule de Postnikov, qui permet de réduire l'estimation de sommes des caractères de Dirichlet à des sommes trigonométriques. Ce théorème est aussi le sujet de son habilitation (doctorat en URSS) en 1956 (investigation de la méthode de Vinogradov pour les sommes trigonométriques). Postnikov est ensuite chercheur principal à l'Institut Steklov.

## Travaux
Postnikov travaille en théorie analytique des nombres, et également en théorie des probabilités et en analyse sur des théorèmes de type taubériens.
En 1966, il donne une conférence plénière avec Vinogradov au congrès international des mathématiciens de Moscou (Recent developments in Analytic Number Theory).

## Publications (sélection)
- Postnikov, A. G. (trad. G. A. Kandall), Introduction to analytic number theory (édité par Ben Silver ; appendice par P. D. T. A. Elliott), American Mathematical Society, coll. « Translations of Mathematical Monographs » (no 68), 1988, vi + 320 (zbMATH 0641.10001)
- (ru) « Ergodic aspects of the theory of congruences and of the theory of Diophantine approximations », Trudy Mat. Inst. Steklov,‎ 1966. — traduction : Proc. Steklov Inst. Math. 1966, vol. 82, 128 p
- (ru) « Tauberian theory and its applications », Trudy Mat. Inst. Steklov, vol. 142,‎ 1979. — traduction : Proc. Steklov Inst. Math. 1980, vol. 144, 138 p.